# Оболонський район (Полтавська область)
Оболо́нський райо́н — адміністративно-територіальна одиниця УСРР і пізніше УРСР, утворена 7 березня 1923 у складі Лубенської округи з Оболонянської, Горошинської, Рокитянської і Худоліївської волостей Хорольського повіту Полтавської губернії. Охоплювала 18 сільських рад. Площа — 368 верст² (~418,82 км²).
Станом на 7 вересня 1923 року район налічував 34 450 мешканців. У 1932—1937 роках належав до Харківської області. Станом на 1 січня 1933 р. площа району становила 607,6 кв. км., за офіційними даними в районі проживало 39 995 осіб, в районному центрі, містечку Оболонь — 3951 особа; в районі було 22 сільради. 
22 вересня 1937 року район передано новоутвореній Полтавській області. У вересні 1941 р. територію району було окуповано нацистською Німеччиною, 1 вересня 1942 р. включено до складу Хорольського ґебіту як район (нім. Rayon Obolon), а у вересні 1943 р. відвойовано радянськими військами з поновленням довоєнного статусу.
Район розформовано 30 грудня 1962 року, а його територія увійшла до складу Хорольського району.